# 固沙草
固沙草（学名：Orinus thoroldii）为禾本科固沙草属下的一个种。